# Грицаюк Олександр Володимирович
Олекса́ндр Володи́мирович Грицаю́к (нар. 7 листопада 1971 — 1 вересня 2019) — сержант Збройних сил України, учасник російсько-української війни.

## Життєпис
Народився 1971 року в селі Сарни (Монастирищенський район, Черкаська область). Від 2004 року проживав у місті Христинівка. Навчався у Черкаському клубі юних моряків; 1989-го здобув фах електромеханіка, також — машиніст пересувної електростанції та тракторист-машиніст. Після проходження строкової служби в танкових військах протягом 1991—2003 років працював у колгоспі «Перемога» села Сарни. Від 2004 року — електриком у виробничому підрозділі «Локомотивне депо Христинівка».
31 жовтня 2017-го вступив на військову службу за контрактом; сержант, старший механік-водій відділення управління командира батальйону зв'язку 24-ї бригади.
25 серпня 2019 року в передобідню пору зазнав вкрай важких мінно-вибухових поранень під час обстрілу біля міста Мар'їнка.
Помер 1 вересня у дніпровській лікарні ім. Мечникова.
Відбулося прощання у Христинівці; похований в селі Сарни
Без Олександра лишилися батьки, три сестри, брат, дружина, четверо дітей й онуки.

## Нагороди та вшанування
- Указом Президента України № 804/2019 від 5 листопада 2019 року за «особисту мужність і самовідданість, виявлені під час бойових дій, зразкове виконання військового обов'язку» нагороджений орденом «За мужність» III ступеня[3].